# Abtei St. Augustinus

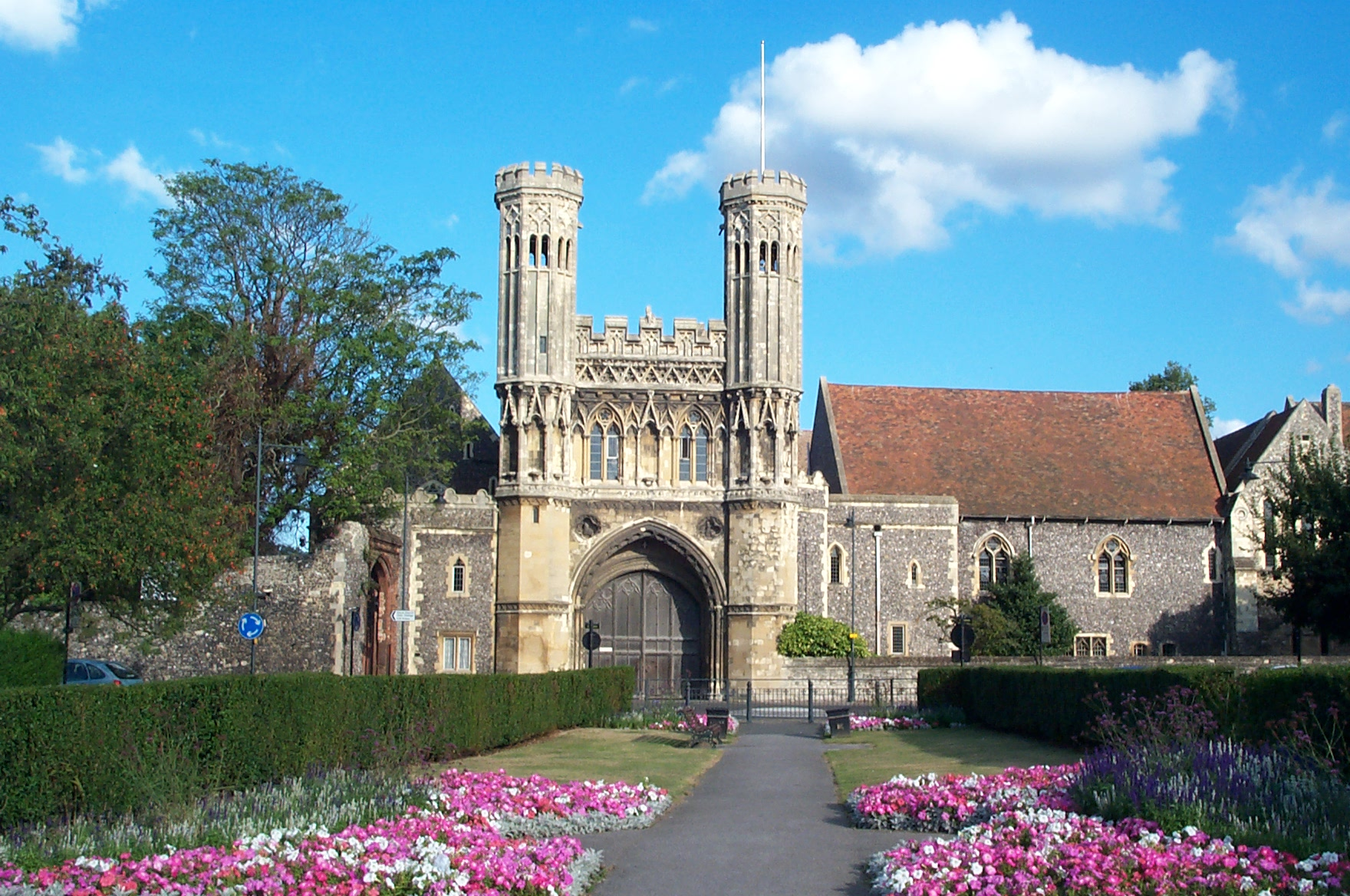
Eingangstor der Abtei

Die Abtei St. Augustinus in Canterbury wurde 597 oder kurz danach von Augustinus von Canterbury gegründet und ist damit das erste Kloster im südlichen England und die erste Gründung der Benediktiner außerhalb von Kontinentaleuropa. Seit 1988 gehört die Abtei zusammen mit der Kathedrale und der St.-Martins-Kirche in Canterbury zum Weltkulturerbe der UNESCO.

## Geschichte
Augustinus war Mönch der Benediktinerabtei St. Andreas auf dem Caelius-Hügel in Rom, die von Gregor I. wenige Jahre vor seiner Wahl zum Papst gegründet worden war. Allerdings gibt es, wie David Knowles ausführt, einige berechtigte Zweifel daran, dass St. Andreas sich streng an Benedikts Regel gehalten hat, da es zu der Zeit durchaus üblich gewesen sei, diese Regel mit eigenen Ergänzungen zu versehen, die beispielsweise die Liturgie stärker betonen.

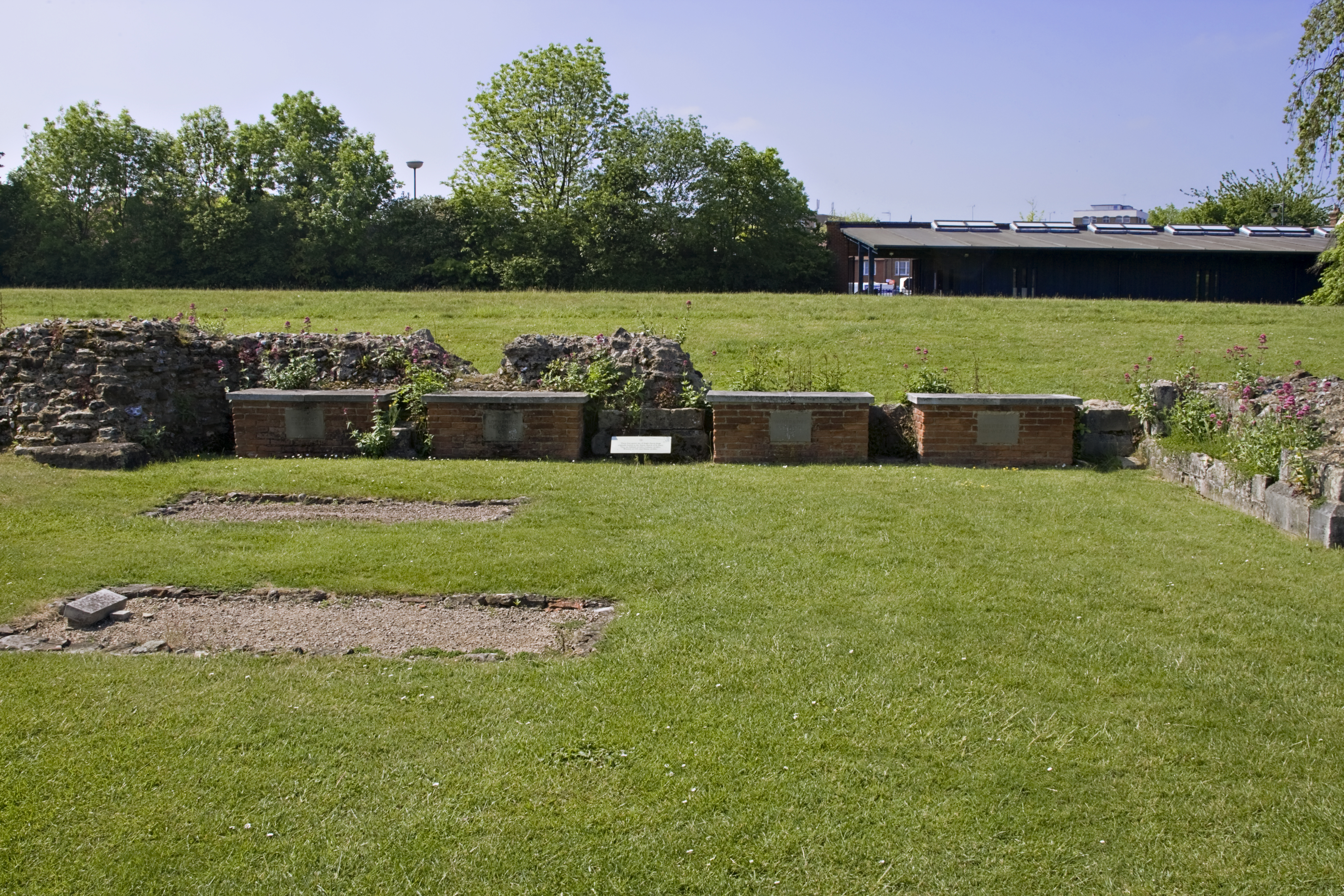
Die Gräber der kentischen Könige Eadbald († 640), Hlothhere († 685), Wihtred († 725) und Mul († 686) in der heutigen Abtei St. Augustinus (v. l. n. r)

Nachdem Gregor Papst wurde, erreichte ihn die Bitte von König Æthelberht aus Kent, Missionare zu ihm zu senden. Gregor gab darauf Augustinus und weiteren Mönchen der Abtei St. Andreas den Auftrag, nach England zu ziehen, wo sie 597 ankamen. Für die begleitenden Mönche ließ Æthelberht eine Peter und Paul gewidmete Kirche errichten, die dann dem neu gegründeten Kloster gehörte. Das Kloster wurde zur Grablege der Könige von Kent und der Erzbischöfe von Canterbury.
Die Verbindung zu Italien wurde auch später aufrechterhalten. So reisten Wilfrid, ursprünglich ein Mönch von Lindisfarne, und sein Freund Biscop aus Northumbria nach Rom. Biscop verblieb danach für zwei Jahre in der Abtei Lérins auf der Insel Saint-Honorat und lernte dort das mönchische Leben nach Benedikts Regel eingehend kennen. Später, auf seiner zweiten Reise wieder in Rom, sandte ihn Papst Vitalian zusammen mit Theodor von Tarsus, dem künftigen Erzbischof von Canterbury, nach England zurück. Nach der Ankunft in Canterbury 669 wurde Biscop Abt der Abtei und führte die Regel Benedikts ein, wobei insbesondere die Liturgie und das Studium größeres Gewicht erhielten. Nach zwei Jahren reiste Biscop ein weiteres Mal nach Rom und gründete nach seiner Rückkehr in seiner Heimat im Norden die Benediktinerklöster Wearmouth (674) und Yarrow (685). Dies war der Ausgangspunkt einer Entwicklung, in der die Abteien der Benediktiner in England zu besonderer Blüte kamen, die ihren Höhepunkt im 8. Jahrhundert fand, als Teile des kontinentalen Europas von England aus missioniert wurden (wie etwa von Bonifatius) und Willibald, ein englischer Benediktinermönch, sogar dem Stammkloster der Benediktiner Montecassino zu einer geistigen Erneuerung verhalf.
Im Jahr 978 wurde die Kirche und damit das Kloster dem inzwischen heiliggesprochenen Gründer und ersten Erzbischof von Canterbury Augustinus gewidmet.
Zur Abtei gehörte die Grangie Salmstone. 1027 wurde die ebenfalls benediktinische Abtei Minster durch König Knut den Großen St. Augustinus zugeschlagen. 1137 wurde durch Abt Hugh das Hospital St. Laurence gegründet, zu dem ein Kaplan, ein Geschäftsführer und 16 Brüder und Schwestern gehörten. Die Leitung des Hospitals ging später an eine Priorin über. Im Jahr 1535 arbeiteten im Hospital neben der Priorin sieben Schwestern und ein Priester.
Die Abtei hatte auch später trotz der Ankunft der Zisterzienser (1128 erfolgte die Gründung von Waverley) nicht wenige Mönche. Im Jahr 1146 zählte das Kloster 61 Mönche. Später stieg die Zahl im Jahr 1423 auf 84 an. Bekannt wurde auch der Prior John Dygon als einer der wenigen Komponisten der Tudorzeit.
Zum Zeitpunkt der durch die Reformation veranlassten Auflösung am 30. Juli 1538 gab es neben dem Abt noch 30 Mönche. Der letzte Abt widersetzte sich nicht der Auflösung, sondern versuchte stattdessen, mit Thomas Cromwell eine möglichst gute Übereinkunft zu finden, die seine Mönche und ihn bestmöglich versorgte. Das Hospital St. Laurence wurde erst 1557 aufgelöst und hatte zu dieser Zeit neben der Priorin nur zwei Schwestern.

## Architektur

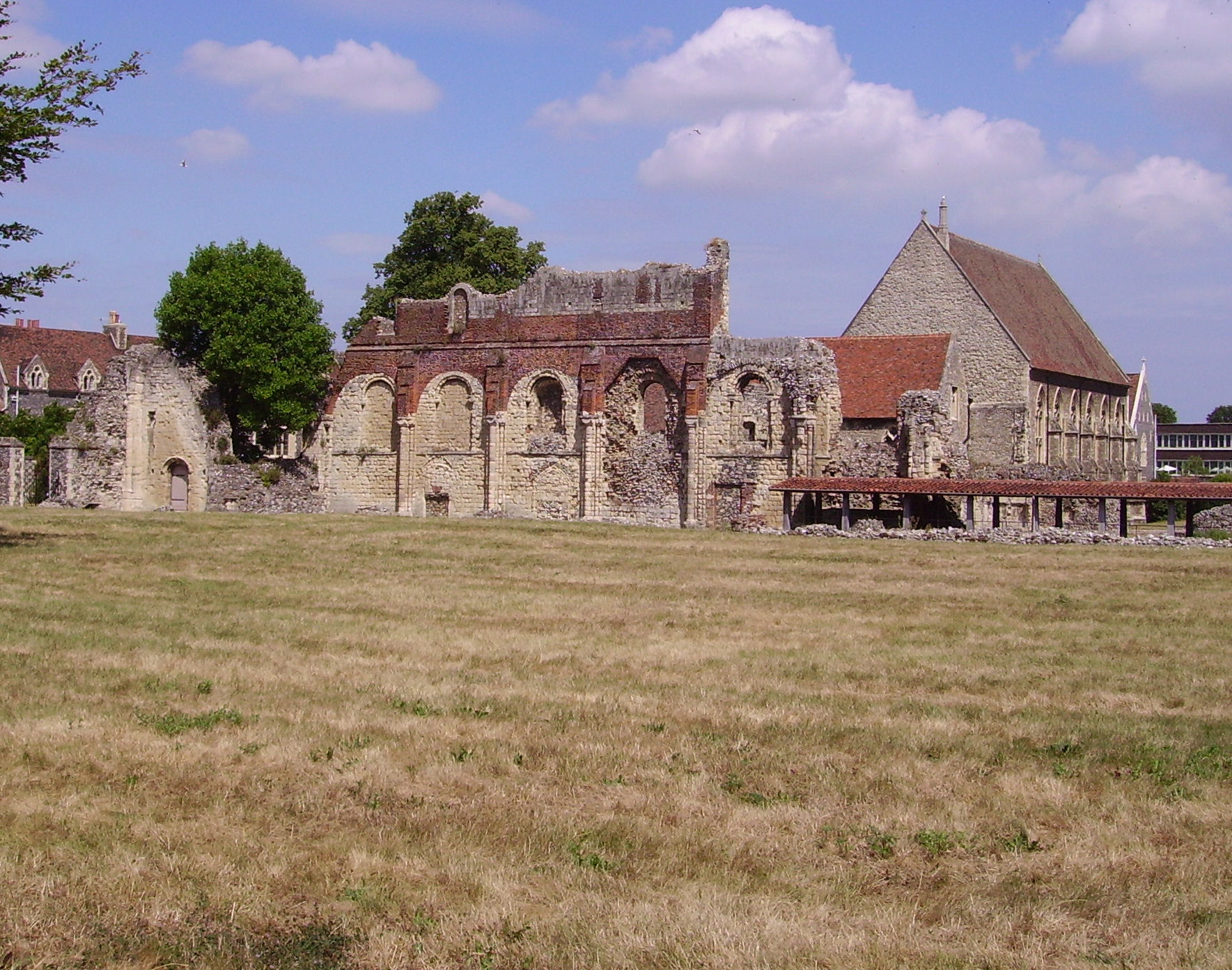
Ruine des Kirchenschiffs

Wie Ausgrabungen belegen, war diese erste Kirche oder zumindest eine noch in frühchristlicher Zeit errichtete Kirche eine zum Quadratbau verkürzte Basilika byzantinischen Typs, wie er heute etwa noch beim Trierer Dom zu finden ist und zu der damaligen Zeit auch in Rom nicht unüblich war. Zu dem byzantinischen Stil gehörte auch eine Vorhalle auf der Westseite. Aus den Ausgrabungen geht hervor, dass diese frühe Kirche, genauso wie auch die von Reculver, eine solche Vorhalle auf jeder der vier Seiten besaß. Dies diente, so vermutet Braun, dem verbesserten Wetterschutz.
Von dem Kreuzgang aus dem 10. Jahrhundert und damit dem ältesten Englands sind nur noch Grundmauern erhalten. Anders als sonst in nördlichen Ländern üblich lag der Kreuzgang nördlich der Kirche. Etwa um 1100 wurde die Kirche entsprechend den Vorbildern französischer Architektur umgebaut mit einer Apsis und drei daraus entspringenden Apsiden.

## Bibliothek

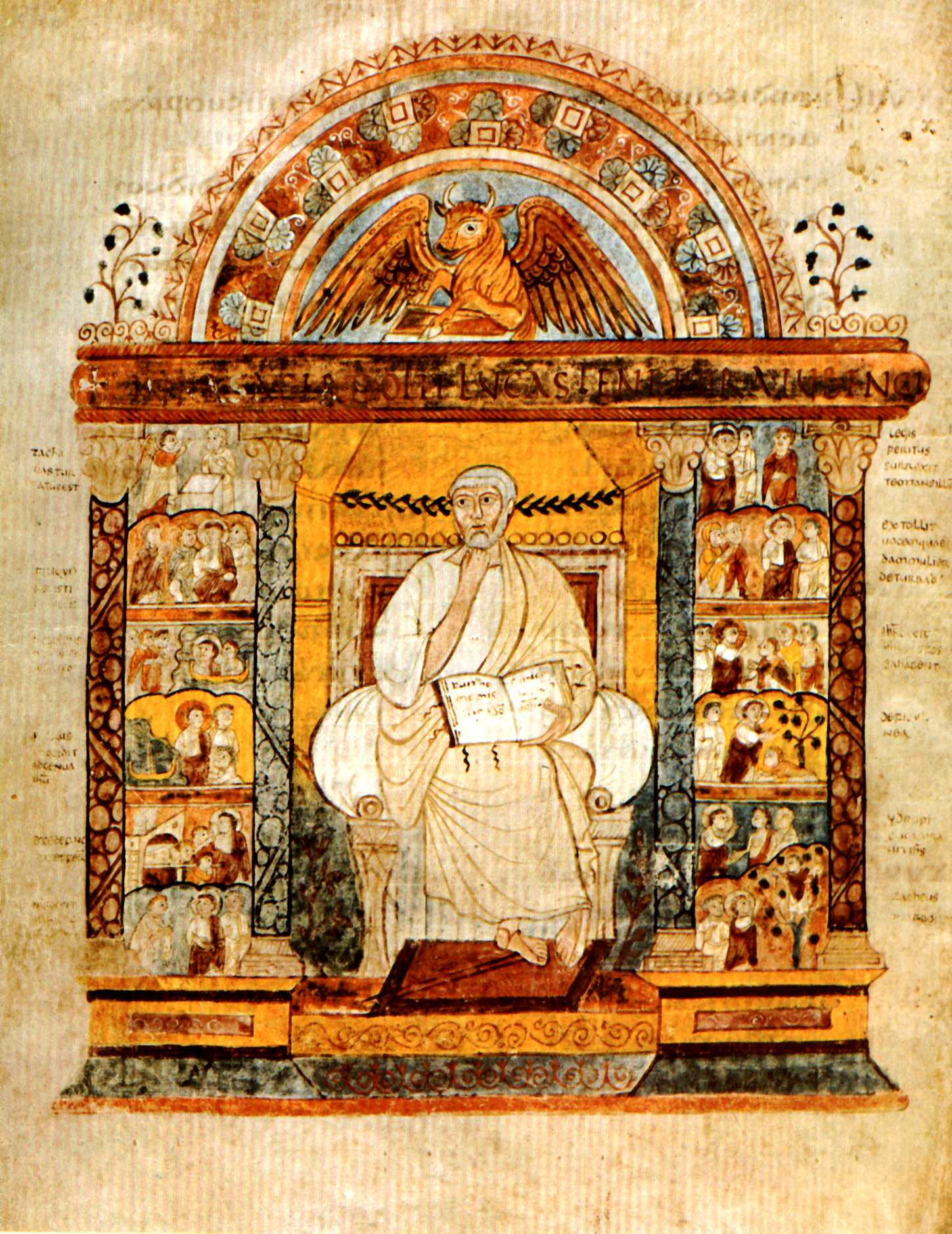
Seite 129v des Evangelienbuchs, das St. Augustinus aus Italien nach Canterbury mitbrachte. Es stellt den Evangelisten Lukas dar.

Die Abtei verfügte über eine sehr umfangreiche Bibliothek, von der bis heute etwas über 250 Handschriften erhalten geblieben sind. Der Bestand ist inzwischen weit verstreut auf knapp dreißig Bibliotheken, von denen die British Library, die Bodleian Library an der Universität Oxford und nicht weniger als sechs Colleges an der Universität Cambridge größere Teilsammlungen besitzen. Nicht wenige Handschriften befinden sich außerhalb Englands. So liegt eine aus St. Augustinus stammende Kopie eines Werks von Gervasius von Tilbury in der Herzog August Bibliothek in Wolfenbüttel.
Den Grundstock für die Bibliothek legte bereits Augustinus, als er mehrere Bände aus Italien mit nach Canterbury nahm. Dazu gehörte insbesondere ein Evangelienbuch von italienischer Hand aus dem 6. Jahrhundert. Das Buch gehört heute zum Bestand des Corpus Christi College in Cambridge. Es ist aber nach wie vor mit Canterbury verbunden, da der Erzbischof von Canterbury seinen Amtseid darauf ableistet. Zu den weiteren Beständen des frühen Mittelalters gehört ein Evangelium aus dem 8. Jahrhundert, das zum Besitz der British Library zählt, wovon aber ein Blatt für die Kathedrale zu Canterbury abgetrennt wurde.